# 御乱心 落語協会分裂と、円生とその弟子たち
『御乱心 落語協会分裂と、円生とその弟子たち』（ごらんしん らくごきょうかいぶんれつと、えんしょうとそのでしたち）は、三遊亭圓丈のノンフィクション。1986年（昭和61年）4月主婦の友社刊。2018年3月、内容の加筆修正、追加を経て『師匠、御乱心!』のタイトルで小学館より文庫化。

## 概要
6代目三遊亭圓生の弟子圓丈が、1978年（昭和53年）に圓生が引き起こした落語協会分裂騒動、それによる圓生一門の落語協会離脱、そして翌年の圓生急死～弟子の落語協会復帰までを実録小説の様式を借りて語っている。小説の体裁こそとってはいるが、その実態としては後述の通りいわゆる落語界の「暴露本」的な色合いが濃い。
刊行当時は暴露本が出版界でブームとなっていたこともあり、本書は16万部というベストセラーを記録した。文庫版のあとがきで圓丈は『赤めだか』に抜かれるまでは、落語家の書いた本では歴代一位の記録だったと述べている。
登場人物の名前は全て実名で、架空の人物は一切出てこず、著者によれば95%は事実（残りの4%は細かい言い回しや構成順序の僅かな違い、そして1%はギャグとのこと）。それをして、自らの兄弟子であり、圓生の惣領弟子・5代目三遊亭圓楽を激しく糾弾しているが、著者自身をも俯瞰している。

## 登場人物
- 6代目三遊亭圓生（当時：落語協会顧問）
- 圓生一門
  - 5代目三遊亭圓楽
  - 6代目三遊亭圓窓
  - 三遊亭圓彌
  - 春風亭一柳（当時：三遊亭好生）
  - 川柳川柳（当時：三遊亭さん生）
  - 三遊亭生之助
  - 三遊亭圓丈
  - 三遊亭圓龍（当時：三遊亭旭生）
  - 7代目三遊亭圓好（当時：三遊亭梅生）
  - 三遊亭生吉
  - 三遊亭小生
- 山崎はな（圓生夫人）
- 5代目柳家小さん（当時：落語協会会長）
- 7代目立川談志
- 10代目金原亭馬生（当時：落語協会副会長）
- 3代目古今亭志ん朝
- 7代目橘家圓蔵
- 8代目橘家圓蔵（当時：5代目月の家圓鏡）
- 4代目桂米丸（当時：落語芸術協会会長）
- 林家彦六（当時：8代目林家正蔵、落語協会顧問）
- 3代目八光亭春輔（当時：林家照蔵）
- 初代林家三平（当時：落語協会理事）
- 北村銀太郎（寄席・新宿末廣亭席亭）
- 川戸貞吉（当時：TBSアナウンサー、演芸番組プロデューサー）
- 中村真規（「事務員の中村」）
- 夢月亭清麿（当時：夢月亭歌麿）

## 落語協会分裂騒動とは何か
1978年5月9日の落語協会理事会で、同協会前会長（当時顧問）圓生は、才能が無くても二つ目昇進から10年以上経過したら誰でも昇進出来る大量真打昇進制度を憂えて、同制度を推し進めていた常任理事5代目春風亭柳朝、4代目三遊亭金馬、3代目三遊亭圓歌を更迭し、代わりに自分と同調する圓楽、談志、志ん朝を常任理事にして同制度を白紙撤回する議案を出すが、賛成は圓生、志ん朝、棄権は圓楽、談志、その他全幹部は反対したため圧倒的大差で否決された。
それを以て圓生・圓楽は新協会設立へと本格的に動き始める。当初計画では半数もの落語協会員が新協会側に移る胸算用で、既存の落語協会、落語芸術協会と並ぶ第三勢力の誕生を予期させたが、5月24日に赤坂プリンスホテルで行われた新協会=落語三遊協会の設立記者会見時では、かなり規模が縮小されて、圓生一門、志ん朝一門、圓蔵一門のみとなり、行動を共にすると見られていた志ん朝の実兄馬生一門（小さんによる慰留と年齢のため）、小さん一門の談志一門（狙っていた新協会次期会長の座を志ん朝に奪われたため）、圓蔵一門の三平一門（師匠圓蔵に誘われたが圓生とは不仲のため）は落語協会側に留まってしまった。
翌5月25日、都内各寄席の責任者=席亭会議で、それまで新協会設立に一定の理解を見せていた席亭達も、当初と違って小規模となった落語三遊協会に、落語協会と分裂されては困るので落語協会と一本化しなければ寄席を使わせない旨を通告。これにより、志ん朝、圓蔵、圓蔵門下の圓鏡は降参し、5月31日にそれぞれ落語協会からの脱退を撤回した。しかし、圓生だけは慰留を固辞して一門、そして著者の圓丈も翌6月1日正式に落語協会を脱退し、6月14日に新協会を上野本牧亭で旗揚げした。
結局、落語三遊協会は、圓生と弟子（既にさん生、好生は5月17日に破門）、孫弟子（圓楽・圓窓の弟子）の三遊一門だけの小所帯となる。寄席に出る機会が無い彼らは、小ホールなどを利用した首都圏での自主興行や地方公演での余興に活路を求めた。だが、翌1979年（昭和54年）9月3日に圓生が急死。その後、圓楽を除く弟子は落語協会に協会預かりの身分で1980年（昭和55年）2月1日に復帰して落語三遊協会は解散。著者圓丈もこの時落語協会に復帰した。
しかし、圓楽一門のみはついに復帰すること無く、大日本落語すみれ会（現：円楽一門会）を立ち上げた。以降、圓楽一門は未だに落語協会に復帰していない。

## 圓丈は何故語ったか
1980年代半ばの出版界は、芸能人や著名人による業界内幕暴露本のブームであった。この本もそれに該（あた）るものではあるが、その手の読者の興味を惹くような身の下話などはなく、当時既にほぼ忘れ去られていた圓生による落語協会分裂騒動を書いたものである。著者によれば、それは執念であったという。
著者である圓丈は、1978年の分裂騒動から翌年の圓生死去当時はその渦中にいながらも無名であった。しかし、落語協会復帰後は漫才ブームを足がかりに色物的新作落語家として頭角を現し、発刊当時の1986年には、雑誌連載やテレビ番組のレギュラーを持つなど落語家としての認知はともかく、芸人としての認知はある程度世間から得ていた。一方、圓丈が本書のなかで激しく糾弾している圓楽は前述の1978年には既に落語界を代表する人物のひとりとして認知されており、この1986年当時も分裂騒動があったにもかかわらず、『笑点』の司会者として知名度も高く世間からの評価が下がっていたわけではない。
圓生が起こした落語協会分裂騒動から圓生一門の落語協会離脱において、
1. 圓楽が自らの野心のために師匠圓生をその方向に仕向けて担いだのにもかかわらず、それを反省すること無く、さらに圓生や圓生一門を見捨てたこと。
2. 目的達成のために様々な策を弄して同じ圓生一門の中で確執を生じさせ、結果不仲にしてしまったこと。
3. また圓生没後も圓生夫人と確執を起こしたこと。

等として指弾している。
落語協会という閉鎖的な組織の中に於いて右往左往しつつも嘘を弄したり泣き出したりする人間達の素顔は、私怨が籠っているゆえか迫真の描写がなされている。特に三遊亭圓楽の人物構成、語り口、観察は微細にわたり、立川談志がテレビで売れたのを批判していたのが、自分もテレビで売れるようになると前言を覆したり、落語協会脱退に関して慎重論を唱えた圓丈を敗北主義者と罵り、反論を許さなかったり、三遊協会の立ち上げに失敗した時も、寄席なんか出なくても地方に回れば仕事はいくらでもあると圓生と語るなど、無節操かつ傲慢で責任転嫁ばかりしている人物として描かれている。
圓丈は本書において圓楽の人格を厳しく批判する他、師圓生に対しても、圓楽を重用するあまり他の弟子との不和に長年気が付かなかった不明や、圓楽以外の弟子全般を信頼せず、自芸を至高とするあまり弟子の長所を伸ばす度量の広さに欠け、落語指導者としての資質にも問題が多々あったことを赤裸々に批判し、結果として250年にわたり柳派と落語界の勢力を競った三遊派本流を潰したことを決して許さないと結んでいる。なお、圓丈自身は圓生に特別目をかけられていたことで知られており、圓丈もそれは重々承知で恩に感じている上で「それでも許せない」と綴っている。
兄弟子の圓窓に対しても、圓楽に追従して他の弟弟子に不実な態度を取ったことを暴露している。一方、圓弥だけは唯一誠実で信頼できる兄弟子だったと記している。
元々圓丈は、圓弥、旭生（後の円龍）と共に落語協会に残留するつもりであったが、その決心を圓生に告げた途端、恩知らず義理知らずと圓生夫妻に激しく罵られて無理やり翻意させられたため、この時から圓生を師と思う心が死んでしまったと述べている。また圓生一門が落語協会を脱会した際「全員一致で脱会を決意、団結を誓い合った」と新聞に書かれていたのを読んで、新聞記者の誰一人としてまともな取材をせずに記事にしたと憤りを表している。
その後、圓丈は文庫化の際に加筆されたあとがきにおいて、前述の翻意させられた際のトラウマから「圓生恐怖症」になったとし、この本を書いたのはそれから抜け出すためであったと述べている。圓生を違った目で見つめなおした結果、今は長所も短所も持ち合わせた一人間としての師・圓生のことを「大好き」であり「尊敬している」という。

## 発刊と結果
- 発刊当時、この本は世間を賑わせたものの圓楽側は反論や名誉毀損など訴訟などの行動を一切行わなかった。
- 発刊以降、三遊亭圓丈に対して『笑点』への出演依頼が無くなり、圓楽が勇退→鬼籍に入った現在まで一度も出演することなく[2]、圓丈も2021年（令和3年）に他界した。また、圓丈一門の出演に対しても圧力がかかったとされている[5]。その後、弟子である三遊亭新潟（現：三遊亭白鳥）・三遊亭わん丈は同番組の若手大喜利への出演経験があり、白鳥は5代目圓楽の弟子である6代目円楽の脳梗塞による休演の祭、ピンチヒッターの一人として大喜利に出演した[6]。
- 圓丈と圓楽が最後に顔を合わせたのは2007年（平成19年）に行われた圓楽の旭日小綬章受賞パーティーであり、圓丈は圓楽側が和解をしたいために招待状を送ったのではないかと思い出席した。しかし会場で握手の席に並び顔を合わせた瞬間、圓楽は顔を豹変させて「てめえ、何しに来やがった?」と睨み付けるような顔つきになり、圓丈も「あんたが招待状をよこしたからだ!」という思いで睨み返した。このやり取りから、圓楽は圓丈に対する恨みが非常に強かったのだろうと語っている[7]。